# Lijsterkoekoek
De lijsterkoekoek (Morococcyx erythropygus) is een vogel uit de familie Cuculidae (koekoeken).

## Verspreiding en leefgebied
Deze soort komt voor van westelijk Mexico tot noordwestelijk Costa Rica en telt twee ondersoorten:
- M. e. mexicanus: zuidwestelijk en zuidelijk Mexico.
- M. e. erythropygus: van zuidelijk Mexico tot noordwestelijk Costa Rica.

## Status
De grootte van de populatie is in 2019 geschat op 50-500 duizend volwassen vogels. Op de Rode lijst van de IUCN heeft deze soort de status niet bedreigd.  